# Castelletto (Leno)
Castelletto è una frazione del comune di Leno, in Lombardia.

## Origini del nome
Il nome deriverebbe da un piccolo castello costruito nel XV secolo. È noto anche come contrada di San Vittore, per la presenza di una chiesetta o di un oratorio dedicato a Papa Vittore I. Nelle mappe catastali era indicato come "Fenili del Castello".

## Storia
Nel medioevo il territorio, coperto da quattro grandi boschi (Massago, Rotino, Squadretto e Salvello), apparteneva all'abbazia di Leno, che lo cedette nel 1297 al comune di Leno. Parte del territorio fu di proprietà di famiglie signorili, fra cui i Gambara, i Trussi (che costruirono il castello che dà il nome alla frazione) e i Manerba.
All'inizio del XIX secolo sul territorio esistevano una cascina fortezza e un agglomerato di case dette i "Fienili". Il borgo si è sviluppato nel XX secolo, con la costruzione di una scuole elementari (1910), materne (1940) e un oratorio.

## Monumenti e luoghi d'interesse

### Architetture religiose
- Chiesa della Trasfigurazione di Nostro Signore e Sacro Cuore di Gesù (XVIII secolo)[5]
- Chiesa di Maria Ausiliatrice (1945)[6]
- Oratorio di S. Vittore (distrutta nel 1567)[7]
- Chiesa di S. Maria in Castello (seconda metà del XV secolo)[7]

### Architetture militari
- Cascina fortezza Castelletto (probabilmente del XVII secolo)[4]